# Steve Collins (cầu thủ bóng đá)
Stephen Mark Collins (sinh ngày 21 tháng 3 năm 1962) là một cựu cầu thủ bóng đá người Anh có 291 lần ra sân ở Football League thi đấu cho Peterborough United (in two spells), Southend United và Lincoln City. Ông cũng thi đấu bóng đá non-league tại Football Conference cho Kettering Town và Boston United, tại Southern League cho Corby Town, và cho Rothwell Town, Mirrlees Blackstone và Stamford. Ông thi đấu ở vị trí hậu vệ trái.